# Mali Vrh, Šmartno ob Paki
Mali Vrh je naselje v Občini Šmartno ob Paki.